# ابرسباخ-موسباخ
ابرسباخ-موسباخ (به آلمانی: Ebersbach-Musbach) یک شهر در آلمان است که در رافنسبورگ واقع شده‌است. ابرسباخ-موسباخ ۱٬۸۱۳ نفر جمعیت دارد.